# Стамфорд (Тексас)
Стамфорд (енгл. Stamford) град је у америчкој савезној држави Тексас. По попису становништва из 2010. у њему је живело 3.124 становника.

## Демографија
Према попису становништва из 2010. у граду је живело 3.124 становника, што је 512 (14,1%) становника мање него 2000. године.
| Група             | 2000.         | 2010.         |
| Белци             | 2.291 (63,0%) | 1.793 (57,4%) |
| Афроамериканци    | 288 (7,9%)    | 266 (8,5%)    |
| Азијати           | 4 (0,1%)      | 10 (0,3%)     |
| Хиспаноамериканци | 979 (26,9%)   | 1.013 (32,4%) |
| Укупно            | 3.636         | 3.124         |